# Franc Pukšič
Franc Pukšič, slovenski inženir elektrotehnike, politik, poslanec in pedagog, * 24. november 1955, Ptuj.

## Življenjepis
Po končani osnovni šoli v Destrniku in poklicni elektro šoli v Mariboru je pričel delati v graškem AEG Telefunken. Nato je leta 1980 končal študij na mariborski Visoki tehniški šoli in pridobil naziv diplomiranega inženirja elektrotehnike.
Pozneje je bil zaposlen v več podjetjih in nato tudi kot profesor matematike in strokovnotehničnih predmetov na Srednješolskem centru Ptuj.
Leta 1993 je bil izvoljen za predsednika krajevne skupnosti Destrnik in nato naslednje leto za župana Občine Destrnik kot kandidat SDSS. Župan je bil vse do leta 2011.
Leta 1996 je bil na listi Slovenske demokratske stranke prvič izvoljen v Državni zbor Republike Slovenije in nato ponovno leta 2000.
Tretjič je poslanec postal leta 2004 izvoljen v državni zbor; v tem mandatu je bil član naslednjih delovnih teles:
- Odbor za lokalno samoupravo in regionalni razvoj,
- Odbor za zunanjo politiko in
- Komisija za odnose s Slovenci v zamejstvu in po svetu.

Med letoma 2004 in 2005 je bil tudi državni sekretar in vodja Urada RS za Slovence v zamejstvu in po svetu.
Izvoljen je bil tudi v 5. državni zbor Republike Slovenije. 24. novembra 2008 je izstopil iz poslanske skupine SDS iz osebnih razlogov (navedel je nestrinjanje z delom vodje poslanske skupine Jožetom Tankom) in postal samostojni poslanec; pri tem ni izstopil iz stranke. Leta 2009 je izstopil iz SDS in prestopil v Slovensko ljudsko stranko.
Na državnozborskih volitvah leta 2011 je kandidiral na listi SLS; s potrditvijo poslanskega mandata mu je avtomatično prenehala funkcija župana Občine Destrnik.
Leta 2016 je izstopil iz Slovenske ljudske stranke.
Od leta 2022 ponovno poučuje na Srednješolskem centru Ptuj.
Na evropskih volitvah 2024 je kandidiral na listi Slovenske ljudske stranke, in sicer kot peti kandidat na listi. Na volitvah 9. junija je stranka za las zgrešila preboj v Evropski parlament, Pukšič pa je dobil 1.050 preferenčnih glasov volivcev.